# 1 Regionalny Ośrodek Dowodzenia i Naprowadzania
32 Ośrodek Dowodzenia i Naprowadzania im. gen. bryg. pil. Stanisława Skalskiego – jeden z dwóch Ośrodków Dowodzenia i Naprowadzania podległych Centrum Operacji Powietrznych. Jednostka pełni funkcję przetwarzania informacji radiolokacyjnych i dowodzenia operacyjnego. W 2013 roku 32 ODN przekształcony został w 1. Regionalny Ośrodek Dowodzenia i Naprowadzania.

## Powstanie 32 ODN
Dowódca Sił Powietrznych wydał rozkaz nakazujący dowódcy 3 Korpusu Obrony Powietrznej sformować Ośrodek Dowodzenia i Naprowadzania w podkrakowskich Balicach. Realizatorem rozkazu został dowódca 3 Brygady Radiotechnicznej, który powołał Grupę Organizacyjną. W jej skład weszli m.in.:
- płk pil. Tomasz Drewniak;
- płk Wojciech Sikora.

Grupa Operacyjna rozpoczęła swe działania i na bazie 36 Batalionu Radiotechnicznego utworzyła Ośrodek Dowodzenia i Naprowadzania, który pełną gotowość do wykonywania zadań osiągnął z dniem 11 grudnia 2003 r.
Decyzją Nr 418/MON Ministra Obrony Narodowej z dnia 27 grudnia 2005 wprowadzono odznakę pamiątkową 32 Ośrodka Dowodzenia i Naprowadzania.
Decyzją Nr 312/MON Ministra Obrony Narodowej z dnia 29 lipca 2014 wprowadzono odznakę pamiątkową oraz oznaki rozpoznawcze 1. Regionalnego Ośrodka Dowodzenia i Naprowadzania.

Insygnia 1 RODN (od 2014)
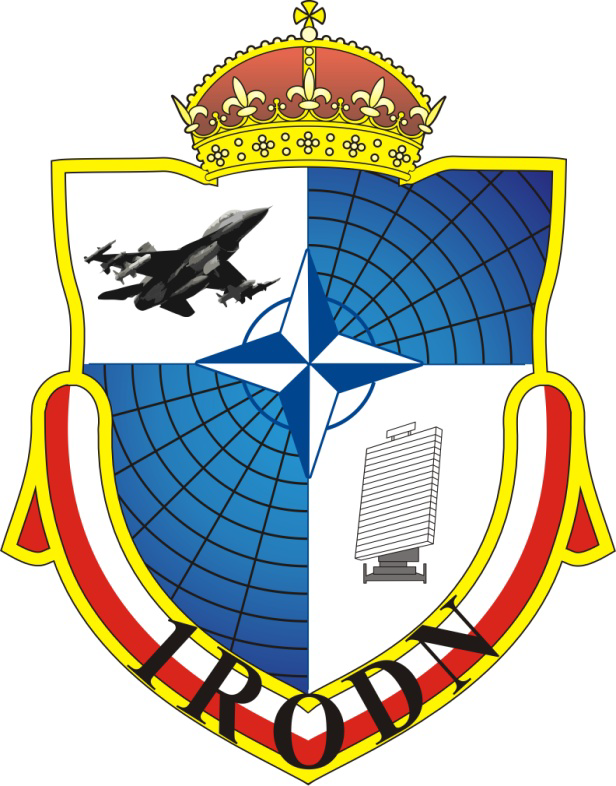
Odznaka pamiątkowa
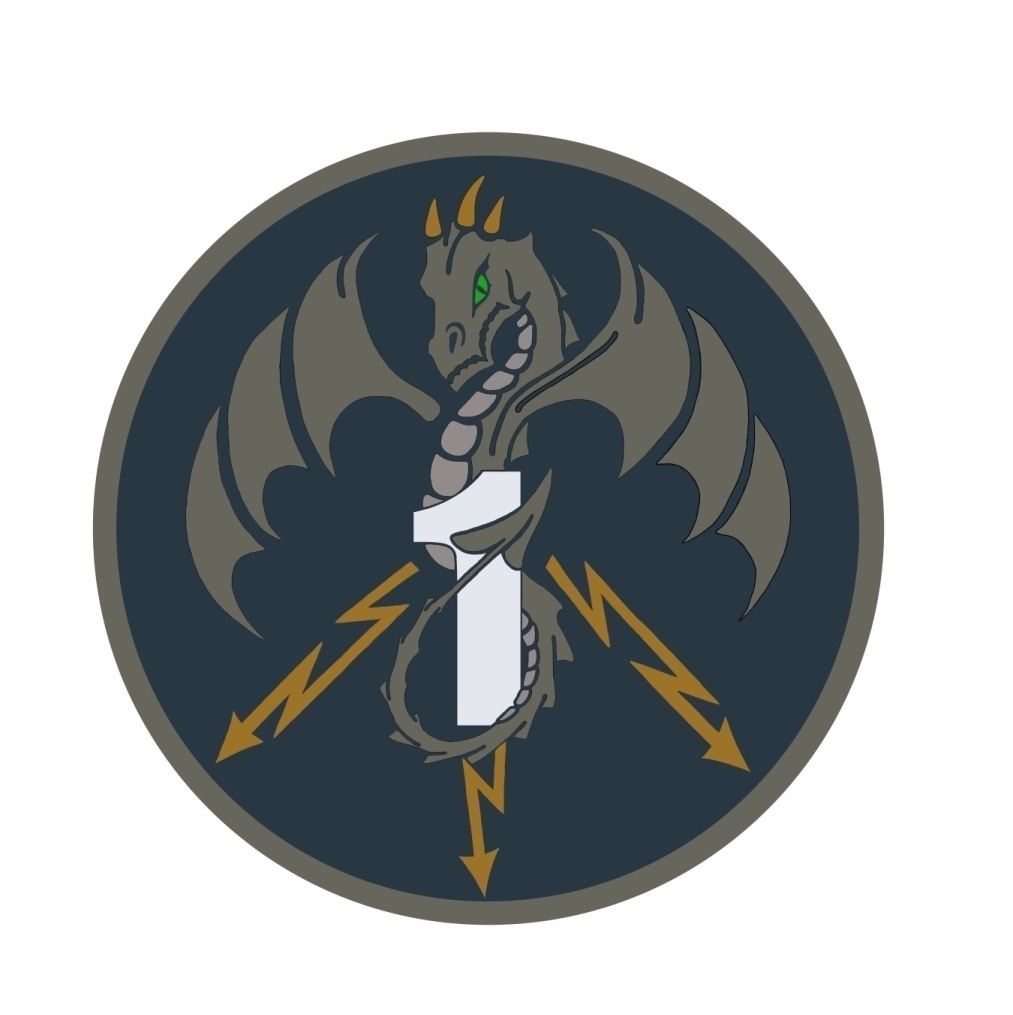
Oznaka rozpoznawcza na mundur wyjściowy
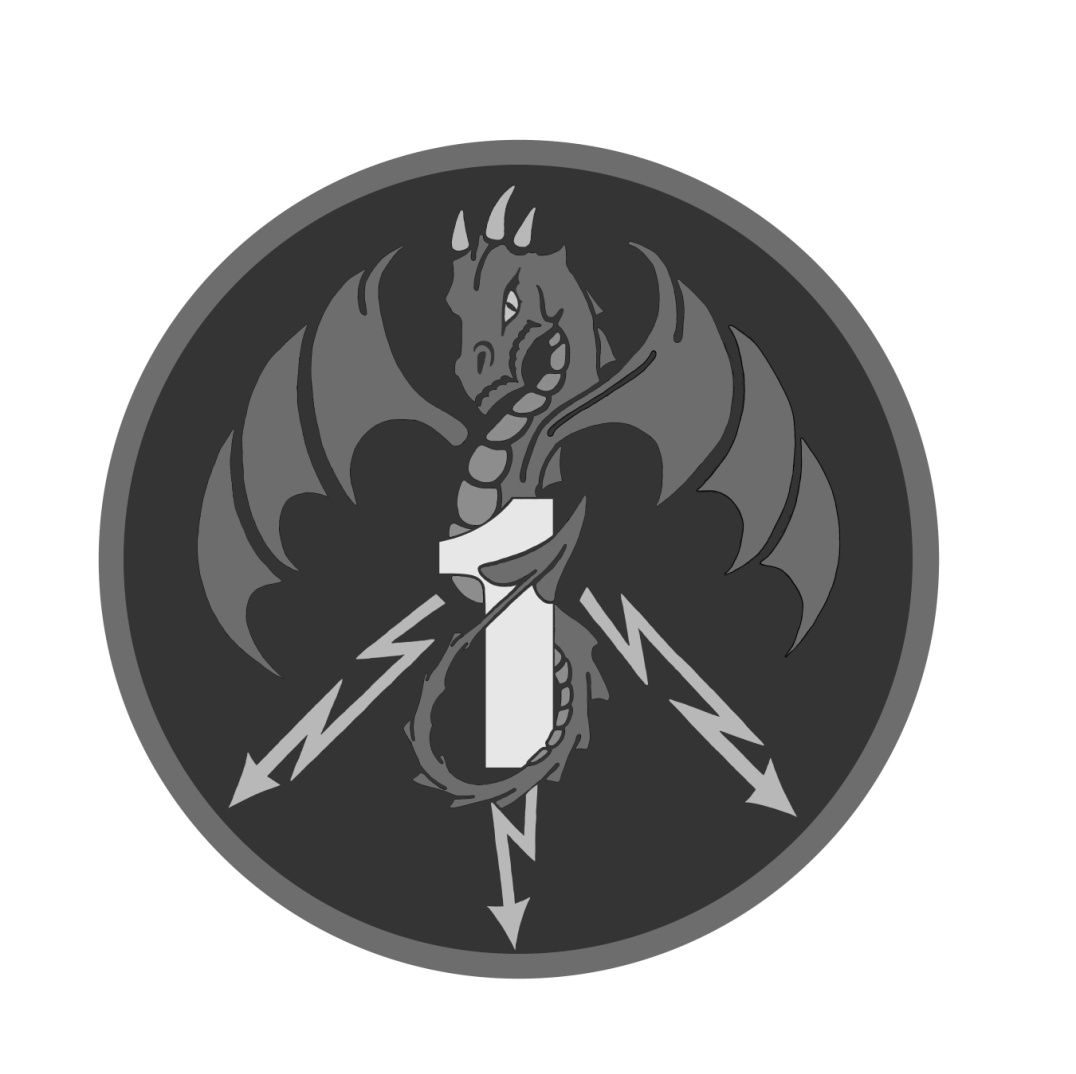
Oznaka rozpoznawcza na mundur polowy

## Dowódcy 32 ODN / 1 RODN
- płk dypl. nawig. Tomasz Gugała –  5 listopada 2003 – 31 sierpnia 2006
- płk dypl. pil. Marian Jeleniewski – 1 września 2006 – 30 września 2007
- płk dypl. pil. Arkadiusz Poluszyński – 1 października 2007 – 30 września 2013
- płk mgr inż. Zdzisław Strzelczyk – 1 października 2013 – 30 kwietnia 2016
- płk pil. Piotr Kurzyk – 1 grudnia 2017 – 31 maja 2023
- płk dypl. pil. Robert Weissgerber – 12 września 2023 – obecnie